# Docalidia scaura
Docalidia scaura är en insektsart som beskrevs av Nielson 1979. Docalidia scaura ingår i släktet Docalidia och familjen dvärgstritar. Inga underarter finns listade i Catalogue of Life.